# 망상 성운
망상 성운(網狀星雲, Veil Nebula)는 백조자리에 있는 성운이다. 이 성운은 5천~8천년 전에 초신성이 폭발하고 남은 초신성 잔해이다.
이 성운은 윌리엄 허셜이 1784년 9월 5일에 발견하였다. 크기는 3도(직경으로 만월의 약 6배, 면적으로 36배 크기) 로 전체 천구(天球)의 3%를 차지한다. 거리는 정확히 알려지지 않았으나 원적외선 분광탐사기(FUSE)의 데이터에 따르면 약 1,470광년 정도로 예상된다.
허블우주망원경이 이 성운의 이미지를 여럿 촬영했으며 분광검사 결과로는 산소, 황, 수소등이 검출되고 있으며 엑스레이로 관측할 경우 전 천구에서 가장 크고 밝은 천체 중 하나이다.

## 같이 보기
- 초신성잔해 목록